# Pleisterplaats (trekroute)
Pleisterplaatsen (Engels: staging areas) zijn plaatsen langs de trekroute, waar een trekvogel een tussenstop kan maken om te rusten en te foerageren. Lepelaars maken bijvoorbeeld een aantal tussenstops tussen Nederland en Noordwest-Afrika. De kraanvogels uit Scandinavië komen bijtanken in onder meer De Peel wanneer ze op weg zijn naar het zuiden.
Op zee zijn het eilanden of landtongen waar uitgeputte vogels neerstrijken, na een lange non-stop vlucht. Zo zijn voor veel Scandinavische trekvogels de Waddeneilanden het eerste land dat in zicht komt na een nachtelijke vlucht over de Noordzee.
In woestijnen vormen oasen en wadi's belangrijke pleisterplaatsen.